# Aizawa Seishisai
Pour les articles homonymes, voir Aizawa.
Aizawa Seishisai est un nom japonais traditionnel ; le nom de famille (ou le nom d'école), Aizawa, précède donc le prénom (ou le nom d'artiste).
Aizawa Seishisai (会沢 正志斎, 5 juillet 1782-27 août 1863), né Aizawa Yasushi (会沢 安), est un penseur nationaliste japonais de l'école Mito à la fin du shogunat Tokugawa.
En 1799, il participe à la compilation du Dai Nihonshi (« Grande histoire du Japon ») entreprise par l'école de Mito.
En 1825, il rédige son Shinron (« Nouvelles propositions »), collection d'essais qui traitent principalement du concept de kokutai (« essence nationale »), terme que popularise Aizawa. Le Shinron avertit de la menace des navires étrangers et devient plus tard un ouvrage de référence pour le mouvement Sonnō jōi.
En 1840, Aizawa est le premier chef des professeurs de l'école Kōdōkan de Mito mais est contraint de démissionner en 1844 lorsque Tokugawa Nariaki démissionne de sa position de maître du domaine. Il retourne ensuite au Kōdōkan.

## Source de la traduction
- (en) Cet article est partiellement ou en totalité issu de l’article de Wikipédia en anglais intitulé « Aizawa Seishisai » (voir la liste des auteurs).